# Lophopagurus lacertosus
Lophopagurus lacertosus är en kräftdjursart som först beskrevs av Henderson 1888.  Lophopagurus lacertosus ingår i släktet Lophopagurus och familjen eremitkräftor. Inga underarter finns listade i Catalogue of Life.